# Naseby
Naseby – wieś w Anglii, w hrabstwie Northamptonshire, w dystrykcie (unitary authority) West Northamptonshire. Leży 19 km na północ od miasta Northampton i 116 km na północny zachód od Londynu.
W 2001 miejscowość liczyła 525 mieszkańców.